# レイモンド・チェスター
レイモンド・チェスター（Raymond Chester 1948年6月28日- ）はメリーランド州ケンブリッジ出身のアメリカンフットボール選手。NFLで1970年から1981年まで12シーズンプレーした。ポジションはタイトエンド。
ボルチモアにあるモーガン州立大学でプレー、1968年にチームは無敗でシーズンを終えた。
1970年のNFLドラフト1巡全体24位でオークランド・レイダースに入団した。1年目の1970年は先発タイトエンドのビリー・キャノンから学び、42回のレシーブで556ヤードを獲得、7タッチダウンをあげてNEAから最優秀新人攻撃選手に選ばれ1972年まで3年連続でチームはプレーオフに進出した。
1973年7月、ババ・スミスとのトレードでボルチモア・コルツに移籍、1977年までコルツでプレーした。1977年にはプレーオフで古巣のレイダースと対戦、この試合ではゴースト・トゥー・ザ・ポストと呼ばれるケン・ステイブラーからデイブ・キャスパーのパスが決まるなど、レイダースが勝利した。
1978年7月、マイク・シアーニと1979年のドラフト3巡指名権に対するトレードで1979年のドラフト2巡指名権とともにチームに復帰した。
1979年、58回のレシーブで721ヤードを獲得、8タッチダウンをあげてプロボウルとオールプロに選ばれた。
1980年のサンディエゴ・チャージャーズとのAFCチャンピオンシップゲームでは試合開始から3プレー目に65ヤードのタッチダウンレシーブをあげた。第15回スーパーボウルでチームは27-10でフィラデルフィア・イーグルスに勝利、史上初めて地区2位からスーパーボウルを制したチームとなった。この試合でチェスターは2回のレシーブで24ヤードを獲得した。
1981年までレイダースに在籍した。
1983年に1年間だけ、USFLのオークランド・インベーダーズでプレー、スポーティングニュースより、オールUSFLに選ばれている。